# Copa Tagblatt
La Tagblatt-Pokal  (Copa Tagblatt) fou la primera competició futbollística austríaca.

## Història
Fou organitzada pel diari Neues Wiener Tagblatt, del qual n'heretà el nom. És considerat un precursor de l'actual Bundeslliga austríaca. Hi prengueren part clubs vienesos i estava dividida en dues categories. La primera estava composta per cinc clubs (quatre el primer any) i la resta es dividien en dos grups a la segona categoria, existint ascensos i descensos entre ambdues. La competició s'abandonà el 2004.
A finals del 1906 s'intentà organitzar de nou un campionat de lliga a Viena, aquest cop organitzat per la federació (ÖFV), juntament amb la Fußball-Union i el Tagblatt, amb 8 participants, però també fou abandonat.

## Campions
- 1901: Wiener AC
- 1902: Wiener AC
- 1903: Wiener AC
- 1904: torneig abandonat
- 1907: torneig abandonat

## Temporades

### Temporada 1900/01
| Pos. | Club                | PJ | PG | PE | PP | Gols  | Punts |
| ---- | ------------------- | -- | -- | -- | -- | ----- | ----- |
| 1.   | Wiener AC           | 12 | 7  | 2  | 3  | 26-15 | 16    |
| 2.   | Vienna Cricket & FC | 12 | 6  | 3  | 3  | 21-17 | 14    |
| 3.   | First Vienna FC     | 12 | 5  | 3  | 4  | 31-18 | 13    |
| 4.   | Wiener FC 1898      | 12 | 1  | 2  | 9  | 6-34  | 4     |

### Temporada 1901/02
| Pos. | Club                      | PJ | PG | PE | PP | Gols  | Punts |
| ---- | ------------------------- | -- | -- | -- | -- | ----- | ----- |
| 1.   | Wiener AC                 | 8  | 6  | 2  | 0  | 19- 2 | 14    |
| 2.   | First Vienna FC           | 8  | 5  | 2  | 1  | 22- 4 | 12    |
| 3.   | Wiener FC 1898            | 8  | 2  | 3  | 3  | 11- 9 | 7     |
| 4.   | SK Graphia Wien           | 8  | 1  | 2  | 5  | 1-26  | 4     |
| 5.   | Hernalser F.u.AC Vorwärts | 8  | 0  | 3  | 5  | 3-15  | 3     |

### Temporada 1902/03
| Pos. | Club              | PJ | PG | PE | PP | Gols  | Punts |
| ---- | ----------------- | -- | -- | -- | -- | ----- | ----- |
| 1.   | Wiener AC         | 8  | 6  | 1  | 1  | 32- 6 | 13    |
| 2.   | First Vienna FC   | 8  | 5  | 2  | 1  | 19-11 | 12    |
| 3.   | Wiener FC 1898    | 8  | 2  | 2  | 4  | 12-23 | 6     |
| 4.   | SK Graphia Wien   | 8  | 2  | 1  | 5  | 13-25 | 5     |
| 5.   | Deutscher SV Wien | 8  | 0  | 0  | 8  | 4-15  | 0     |